# CAC Winjeel
Die CAC Winjeel war ein Anfängerschulflugzeug des australischen Herstellers Commonwealth Aircraft Corporation.

## Geschichte und Konstruktion
1948 gab die RAAF die Ausschreibung No. AC.77 für ein dreisitziges neues Schulflugzeug aus, um die Doppeldecker de Havilland Tiger Moth und die CAC Wirraway als Anfängerschulflugzeug zu ersetzen. Eine der Anforderungen war, ein einfaches und robustes Flugzeug zu bauen, das gleichzeitig leicht zu warten war; zudem sollten möglichst niedrige Betriebskosten anfallen. Die Antwort von CAC war der Vorschlag für ein Tiefdeckerflugzeug, die CA-22.
Das neue Flugzeug war ein einmotoriger Tiefdecker mit nicht einziehbarem Spornradfahrwerk und ausgestattet mit einem 9-Zylinder-Sternmotor. Lehrer und Schüler saßen unter einem nach hinten zu öffnenden Schiebedach nebeneinander. Außerdem konnte hinter den beiden Piloten ein dritter Sitz eingebaut werden. Nach der ersten Auswertung des Projekts wurde im Mai 1949 ein Vertrag für den Bau von zwei Prototypen, deren Entwicklung die nächsten 18 Monate dauerte, unterzeichnet. Die beiden Exemplare wurden 1950 fertiggestellt und nach den Tests auf dem Boden zur Flugerprobung zugelassen. Die erste der beiden Maschinen flog erstmals am 23. Februar 1951. Da die Tests erfolgreich verlaufen waren, wurden 62 Exemplare bestellt. Die Winjeel blieb als Anfängerschulflugzeug bis 1977 im Dienst der RAAF und wurde von der neuseeländischen PAC CT/4 Airtrainer ersetzt.
Eine kleine Anzahl von Winjeels wurden in der Forward Air Control (FAC)-Rolle von 1977 bis 1994 verwendet.

## Varianten
- CA-22 Winjeel: Prototyp, 2 gebaut
- CA-25 Winjeel: Serienversion, 62 gebaut

## Militärische Nutzung
- Australien: Royal Australian Air Force

## Technische Daten
| Kenngröße             | Daten                                                            |
| --------------------- | ---------------------------------------------------------------- |
| Besatzung             | 2                                                                |
| Länge                 | 8,92 m                                                           |
| Spannweite            | 11,81 m                                                          |
| Höhe                  | 2,52 m                                                           |
| Flügelfläche          | 23,22 m²                                                         |
| Flügelstreckung       | 6,0                                                              |
| Leermasse             | 1542 kg                                                          |
| max. Startmasse       | 1969 kg                                                          |
| Reisegeschwindigkeit  | 264 km/h                                                         |
| Höchstgeschwindigkeit | 291 km/h                                                         |
| Dienstgipfelhöhe      | 4572 m                                                           |
| Reichweite            | 886 km                                                           |
| Triebwerke            | 1 × Sternmotor Pratt & Whitney R-985-AN-2 Wasp Junior mit 336 kW |